# Калабуиг, Висенте
Висенте Калабуиг Саус (исп. Vicente Calabuig Saus; род. 3 марта 1953, Мохенте) — испанский гандболист, левый крайний. Участник летних Олимпийских игр 1980 года.

## Биография
Висенте Калабуиг родился 3 марта 1958 года в испанском муниципалитете Мохенте.
Играл в гандбол на позиции левого крайнего. Выступал за «Марколь» из Валенсии и «Гранольерс». В составе «Гранольерса» в 1976 году стал победителем первого розыгрыша Кубка обладателей кубков. В 1979—1983 годах выступал за «Барселону», в составе которой дважды становился чемпионом Испании (1980, 1982), выигрывал Кубок Испании (1983).
В 1979 году дебютировал в составе сборной Испании в матче против Чехословакии. В том же году выиграл дивизион «B» чемпионата мира.
В 1980 году вошёл в состав сборной Испании по гандболу на летних Олимпийских играх в Москве, занявшей 5-е место. Играл в поле, провёл 6 матчей, забросил 3 мяча (по одному в ворота сборных ГДР, Венгрии и Польши).